# فرانک ووسپر
فرانک ووسپر (انگلیسی: Frank Vosper؛ ۱۵ دسامبر ۱۸۹۹ – ۶ مارس ۱۹۳۷) بازیگر اهل بریتانیا بود.
از فیلم‌ها یا برنامه‌های تلویزیونی که وی در آن نقش داشته است، می‌توان به مردی که زیاد می‌دانست، والتزس از وین و دیک تورپین اشاره کرد.